# Kazuhito Mochizuki
Kazuhito Mochizuki (望月 一仁, Mochizuki Kazuhito, Shizuoka, 1 december 1957) is een Japans voormalig voetballer die als aanvaller speelde en voetbaltrainer.

## Carrière
Mochizuki begon zijn carrière in 1977 bij Yamaha Motors. Mochizuki veroverde er in 1982 de Beker van de keizer. Mochizuki beëindigde zijn spelersloopbaan in 1986.
Tussen 2005 en 2009 trainde hij Ehime FC. In 2005 behaalde de ploeg in de Japan Football League het kampioenschap en kreeg derhalve toestemming om toe te treden tot de J2 League. Hij tekende in 2014 bij Azul Claro Numazu. Vanaf 2014 tot op heden is hij coach geweest bij Azul Claro Numazu, Vanraure Hachinohe, Fukui United FC en Kamatamare Sanuki.